# Something
«Something» és una cançó i un senzill de la formació britànica The Beatles, llançada l'any 1969. Es va incloure en l'àlbum Abbey Road, i fou també la primera cançó escrita per George Harrison a aparèixer a la cara A d'un senzill de The Beatles. Va ser un dels primers senzills de The Beatles a contenir pistes disponibles en un àlbum LP, i al costat de «Come Together» han aparegut en Abbey Road. «Something» va ser l'única composició de Harrison a encapçalar les llistes nord-americanes de senzills mentre es trobava amb The Beatles.
John Lennon i Paul McCartney — els dos principals membres compositors de la formació — van elogiar a «Something» com una de les millors cançons que Harrison va escriure. A més d'un bon acolliment crític, el senzill va aconseguir un bon èxit comercial, posicionant-se en els primers llocs de la llista de la revista Billboard als Estats Units, i entrant en les llistes de senzills en el Regne Unit. La cançó ha estat interpretada per més de 150 artistes, entre els quals s'inclouen Elvis Presley, Shirley Bassey, Frank Sinatra, Ana Gabriel, Tony Bennett, James Brown, Julio Iglesias, Smokey Robinson i Joe Cocker, per la qual cosa es va convertir en la segona cançó amb més versions de The Beatles després de «Yesterday».

## Escriptura
Durant les sessions d'enregistrament de l'àlbum The Beatles (més conegut com el White Album —àlbum blanc—) l'any 1968, Harrison va començar a treballar en una cançó que finalment va arribar a convertir-se en «Something». Els primers escrits de la cançó («Something in the way she moves/Attracts me like no other lover» —«Alguna cosa en la manera que es mou/M'atrau com cap amant»—) es va basar en la lletra d'una cançó totalment diferent de l'artista James Taylor, qui també treballava per Apple, anomenada «Something in the Way She Moves» i es va utilitzar com a farcit mentre la melodia es desenvolupava.

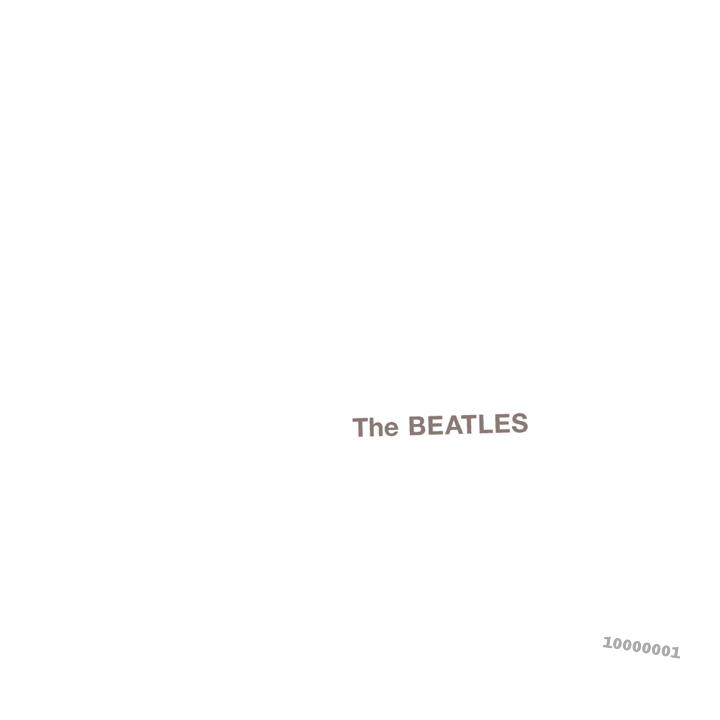
Durant les sessions d'enregistrament de l'àlbum The Beatles, Harrison va compondre «Something».

Després, Harrison va esmentar: «Em vaig prendre un descans mentre Paul realitzava un overdub, per la qual cosa vaig anar a un estudi buit i vaig començar a escriure. I realment això va ser tot el que va passar en compondre-la, exceptuant la part mitjana, la qual va trigar una mica de temps a tenir un resultat. No va sortir a l'àlbum Blanc perquè ja havíem finalitzat amb l'enregistrament de totes les pistes». Un enregistrament demo de la cançó d'Harrison d'aquest període apareix en la col·lecció de The Beatles Anthology 3, publicada l'any 1996.
Molts van creure que Harrison es va inspirar en la seva esposa d'aquell temps, Pattie Boyd, per crear «Something». Boyd també va exposar aquesta inspiració en la seva autobiografia de 2007, Wonderful Tonight, on va escriure: «[Ell] em va dir, d'alguna manera, que l'havia escrit per a mi».
No obstant això, Harrison va citar en altres fonts que la inspiració va ocórrer al contrari. En una entrevista de 1996 va respondre a una pregunta sobre si la cançó era sobre Pattie: «Bé, no, no [la vaig escriure sobre ella]. Només la vaig escriure, i després algú va crear a més un vídeo. I el que va passar va ser que ells van sortir i van prendre unes imatges de Pattie i jo, Paul i Linda, Ringo i Maureen (això va ser en aquell temps) i de John i Yoko i només van realitzar un petit vídeo perquè fos alguna cosa complementaria a la cançó. Llavors, després tothom va divulgar que m'havia inspirat en Pattie, però realment, quan la vaig escriure, estava pensant en Ray Charles».
La veritable intenció d'Harrison havia estat oferir la cançó a Jackie Lomax, com ja ho havia fet amb una altra composició, «Sour Milk Sea». Quan això va fracassar, la cançó va ser atorgada a Joe Cocker (qui prèviament va gravar una versió de la cançó «With a Little Help from My Friends» de The Beatles); la seva versió va sortir dos mesos abans que la de The Beatles. Durant les sessions d'enregistrament de Get Back (l'àlbum que finalment es va convertir en Let It Be), Harrison va considerar usar «Something», però va acabar refusan fer-ho, pel temor que no se li prestés la suficient atenció en el seu enregistrament; el seu suggeriment anterior, «Old Brown Shoe» no va sortir del tot be amb la formació. Només va ser durant les sessions d'enregistrament d'Abbey Road quan The Beatles van començar a treballar seriosament en «Something».

## Notes de producció

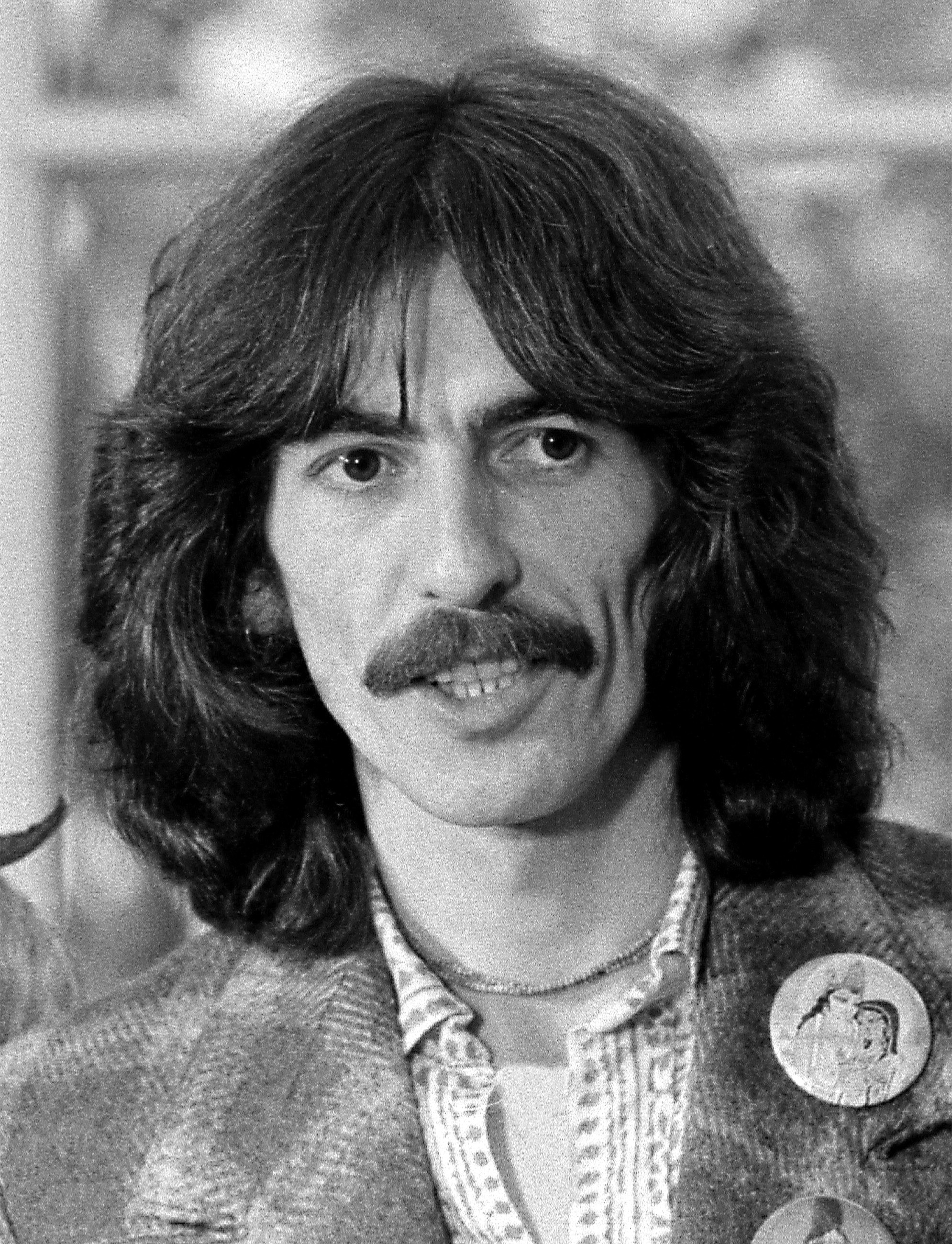
George Harrison, en 1974, cantant principal i compositor de la cançó «Something».

## Recepció

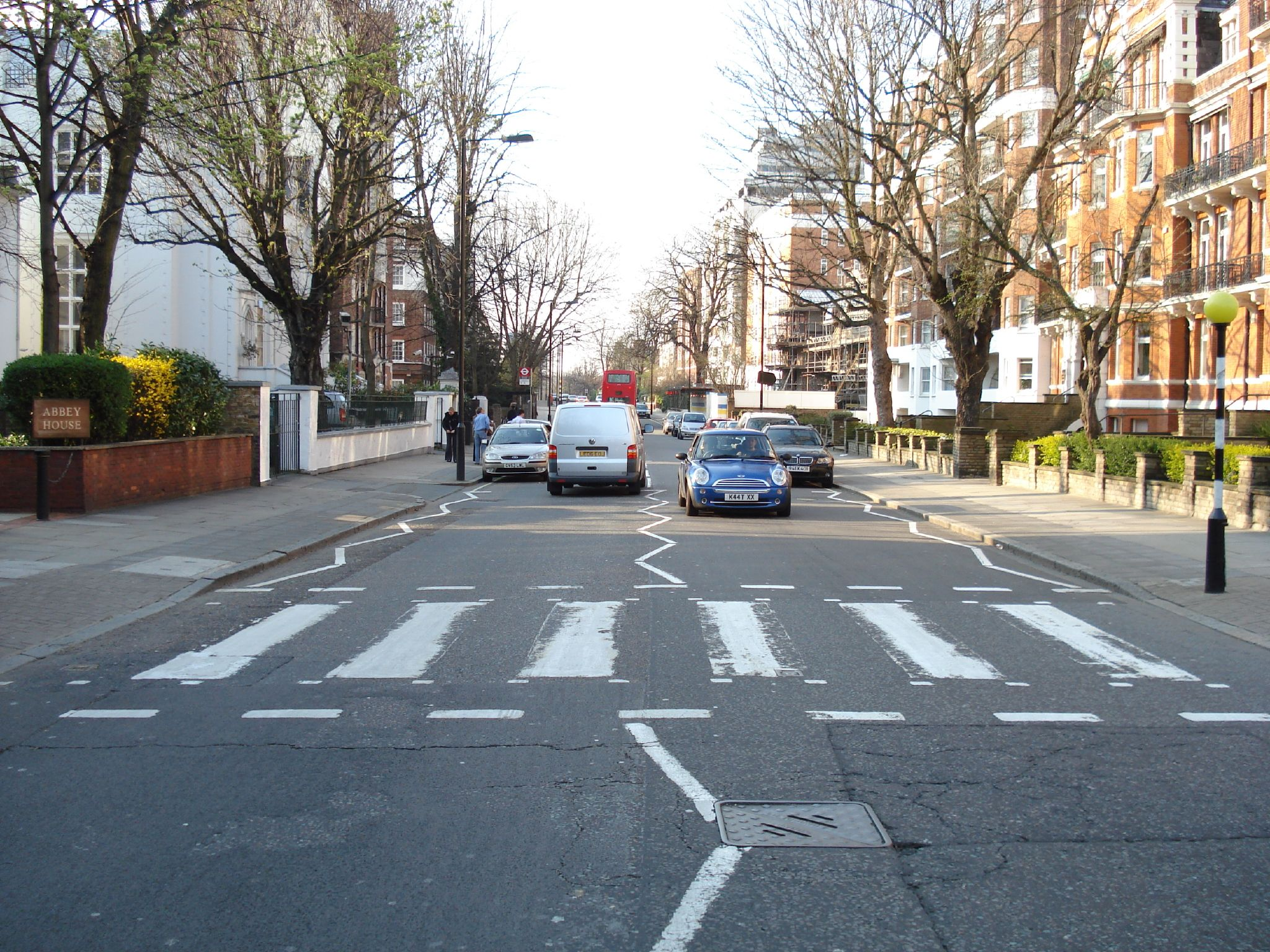
El carrer Abbey Road en 2007, de la qual el grup es va inspirar per titular el seu àlbum homònim, i en el qual es va incloure la cançó «Something».

## Versions

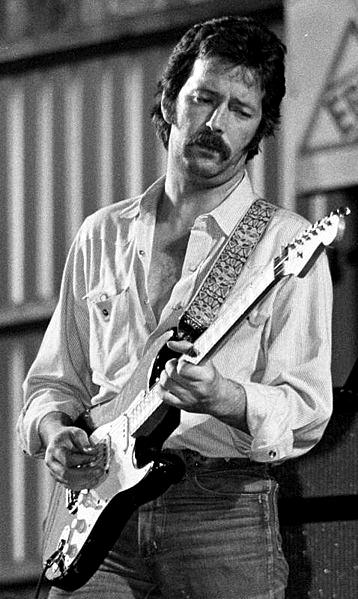
Juntament amb Paul McCartney, Eric Clapton (aquí, en 1977) va cantar «Something» en el memorial Concert for George.

## Posició en les llistes

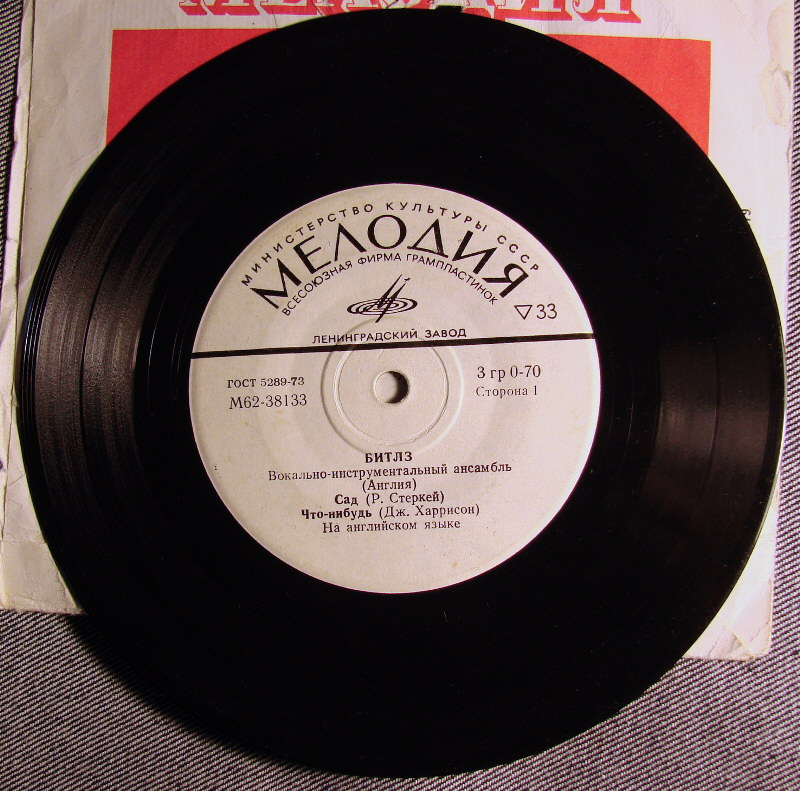
Cara A del disc de vinil The Beatles, de la companyia soviètica Мелодия (Melodiya):
"Сад" («Octopus's Garden») i "Что-нибудь" («Something»).
La cara B ofereix «Come Together».